# Puccinia nakanishikii
Puccinia nakanishikii ist eine Ständerpilzart aus der Ordnung der Rostpilze (Pucciniales). Der Pilz ist ein Endoparasit von Andropogon kwashothenis, Bothriochla intermedia, Capillipedium parviflorum, Sorghum nitidum und Zitronengräsern. Symptome des Befalls durch die Art sind Rostflecken und Pusteln auf den Blattoberflächen der Wirtspflanzen. Sie ist von Afrika über Asien bis nach Neuguinea verbreitet.

## Merkmale

### Makroskopische Merkmale
Puccinia nakanishikii ist mit bloßem Auge nur anhand der auf der Oberfläche des Wirtes hervortretenden Sporenlager zu erkennen. Sie wachsen in Nestern, die als gelbliche bis braune Flecken und Pusteln auf den Blattoberflächen erscheinen.

### Mikroskopische Merkmale
Das Myzel von Puccinia nakanishikii wächst wie bei allen Puccinia-Arten interzellulär und bildet Saugfäden, die in das Speichergewebe des Wirtes wachsen. Aecien oder Spermogonien der Art sind nicht bekannt. Die dunkel zimtbraunen Uredien wachsen beidseitig auf den Blättern des Wirtes. Ihre zimtbraunen Uredosporen sind oval bis eiförmig, 26–36 × 19–24 µm groß und fein stachelwarzig. Die Telien der Art sind schwarzbraun, früh offenliegend und kompakt. Die haselnussbraunen Teliosporen sind zweizellig, in der Regel ellipsoid und 33–44 × 20–25 µm groß; ihre Stiele sind bräunlich und bis zu 65 µm lang.

## Verbreitung
Das bekannte Verbreitungsgebiet von Puccinia nakanishikii umfasst Indien und Sri Lanka.

## Ökologie
Die Wirtspflanzen von Puccinia nakanishikii sind die Süßgräser Andropogon kwashothenis, Bothriochla intermedia, Capillipedium parviflorum, Sorghum nitidum und verschiedene Zitronengräser. Der Pilz ernährt sich von den im Speichergewebe der Pflanzen vorhandenen Nährstoffen, seine Sporenlager brechen später durch die Blattoberfläche und setzen Sporen frei. Die Art verfügt über einen Entwicklungszyklus, von dem bislang lediglich Telien und Uredien sowie deren Wirt bekannt sind; Spermogonien und Aecien konnten dem Pilz nicht zugeordnet werden.